# Brian Kendrick
Brian David Kendrick (Fairfax (Virginia), 29 mei 1979), beter bekend als "The" Brian Kendrick is een Amerikaans professioneel worstelaar die actief was in World Wrestling Entertainment (WWE) als Spanky en uiteindelijk als "The" Brian Kendrick en in Total Nonstop Action Wrestling.
Kendrick heeft voorheen gewerkt voor Total Nonstop Action Wrestling in zijn X Divisie, Ring of Honor, en verschillende onafhankelijke en Japanse promoties, meestal onder de naam Spanky. In Japan was zijn naam Leonardo Spanky vanwege zijn gelijkenis aan Leonardo DiCaprio.

## Carrière
Zijn eerste match, voor de Texas Wrestling Alliance tegen een andere leerling van Shawn Michaels, American Dragon, eindigde in een 10-minuut tijdslimiet gelijkspel en ontving een staande ovatie. Hij ging verder met naam voor zichzelf maken in UPW, Ring of Honor en Pro Wrestling ZERO-ONE met dank aan zijn goede ringwerk en het excentrieke personage dat hij voor zichzelf had gecreëerd. Spanky nam deel in het King of Indies toernooi in 2001.
Hij werd ingehuurd door de toenmalige SmackDown! General Manager Stephanie McMahon nadat zij zijn goede optreden in de ring had gezien. Voordat hij officieel zijn debuut maakte als Brian "Spanky" Kendrick worstelde hij verschillende weken op Velocity, elke keer onder een masker en gebruikte een naam die verband had met een specifiek sport team uit die stad. Spanky speelde snel een grote rol in de WWE cruiserweight divisie en vormde een team met Paul London.
Brians "Spanky" gimmick kwam naar boven toen hij de toen heel John Cena verstoorde en claimde dat zijn eigen hiphop stijl beter en arroganter was dan Cena's eigen rap lifestyle. De confrontatie tussen Kendrick en Cena eindigde erin dat Cena zijn finisher de F.U. uitvoerde op Spanky en startte een rivaliteit tussen de twee worstelaars. Toch trok Spanky bij deze feud aan het kortste eind nadat Cena alle matches won.
Op 13 januari 2004 vroeg Brian Kendrick ontslag van zijn WWE contract aan omdat hij niet genoeg geld kreeg van house shows en probeerde bij Pro Wrestling ZERO-ONE in Japan aan de bak te komen. Kendrick had eerder in een interview geuit dat hij er niet blij mee was dat Tough Enough winnaars grotere pushes kregen, ondanks dat Kendrick hard had gewerkt voor zijn plekje. Hij worstelde toen voor ZERO-ONE, Ring of Honor en Pro Wrestling Guerrilla voor een korte tijd.
In augustus 2004 tekende hij een contract met Total Nonstop Action Wrestling. Hij bleef niet lang bij het bedrijf en maakte slechts twee verschijningen. Van januari 2005 tot augustus 2005 worstelde Kendrick voor Ring of Honor en Zero One.

### Terugkeer naar WWE
Op 28 juni 2005 werd bekendgemaakt dat Brian Kendrick een nieuw contract had getekend met World Wrestling Entertainment. Spanky verscheen op verschillende Velocity opnames en live shows voor zijn her-debuut op SmackDown! op 18 november 2005 in de speciale Eddie Guerrero tribuut show. Hij nam deel aan een Cruiserweight Battle Royal maar verloor aan Juventud.
Tijdens deze periode vormde Kendrick opnieuw een team met zijn voormalige partner Paul London. Het team maakte hun eerste verschijning op SmackDown! op 2 december 2005.
London en Kendrick vochten zowel als tag team en in singles op Velocity voor verschillende weken voor ze waren betrokken in een korte feud met het debuterende Gymini team.
Kendrick keerde samen met London terug naar Velocity voor ze deel namen aan een niet-titel match tegen de Tag Team Champions, MNM op 10 februari tijdens SmackDown!, waarbij London en Kendrick wonnen. Op 7 april tijdens SmackDown! vochten London en Kendrick opnieuw tegen MNM, en wonnen dit keer in een niet-titel match. London en Kendrick gingen door met hun winst streak op de kampioenen inclusief singles overwinningen voor zowel Kendrick als London op de MNM leden Johnny Nitro en Joey Mercury. Het paar versloeg MNM tijdens Judgment day om de WWE Tag Team Championship te winnen.
Als WWE Tag Team Champiosn bleven Kendrick en London hun titel succesvol verdedigen tegen verschillende tag teams op de SmackDown! show waaronder The Mexicools en The Pit Bulls.

## In worstelen
- Afwerking bewegingen
  - Sliced Bread #2 (Springboard backflip three quarter facelock diving reverse DDT)
  - Electric Mayhem (Knee smash van een verhoogde positie)
  - Virginia Cyclone (Swinging DDT)
  - Dr. Smoothe’s Secret Recipe (Corner backflip dropkick)
  - Left Turn At Albuquerque (Turning frog splash)
  - Whirling Twirlixer (Somersault corkscrew plancha)

- Kenmerkende bewegingen
  - Superkick
  - Huracanrana
  - Leg lariat

- WWE gemaskerde personages
  - Pittsburgh Penguin
  - Diamondback
  - River Rat
  - The Jet
  - The Titan

## Prestaties
- Full Impact Pro
  - FIP Tag Team Championship (1 keer met Sal Rinauro)

- Memphis Championship Wrestling
  - MCW Southern Tag Team Champion (1 keer met American Dragon)
  - MCW Southern Light Heavyweight Championship (3 keer)

- Pro Wrestling Illustrated
  - PWI Tag Team of the Year (2007) met Paul London

- Pro Wrestling ZERO-ONE
  - NWA (Zero-One) Junior Heavyweight Championship (1 keer)
  - NWA (Zero-One) International Lightweight Tag Team Championship (1 keer met Low Ki)
  - NWA (Zero-One) United States Championship (1 keer)

- Texas Wrestling Alliance
  - TWA Tag Team Championship (1 keer met American Dragon)
  - TWA Television Championship (1 keer)

- Total Nonstop Action Wrestling
  - TNA X Division Championship (1 keer)

- World Wrestling Entertainment
  - WWE Tag Team Championship (1 keer met Paul London)
  - WWE World Tag Team Championship (1 keer met Paul London)
  - WWE Cruiserweight Championship (1 keer)

## Trivia
- Kendricks vorige entrance song was "Hey You", het werd ook gebruikt door tv-bedrijven voor non-WWE reclames.
- Zijn theme song in Japan (als Leonardo Spanky) was een techno remix van "My Heart Will Go On" door Céline Dion.
- Hij had twee theme songs in ROH. Eerst gebruikte hij "Quality Control" door Jurassic 5, later "Danger! High Voltage!" door Electric Six.
- Kendrick kreeg in juli 2002 een relatie met Tough Enough 1-deelneemster Taylor Matheny.